# Andrej Kerić
Andrej Kerić (Vinkovci, 11. veljače 1986.) hrvatski je nogometaš koji trenutačno nastupa za NK Istru 1961. Igra na poziciji napadača.
Ubilježio je tri nastupa za U-21 reprezentaciju Hrvatske.

## Vanjske poveznice
- fotbal.idnes.cz Profil (češ.)
- Profil (tal.)